# Поляниця (заказник)
Поляни́ця — ботанічний заказник місцевого значення в Україні. Розташований на території Надвірнянського району Івано-Франківської області, на південний схід від села Микуличин.
Площа 4,7 га. Статус отриманий у 1983 році. Перебуває у віданні ДП «Делятинський держлісгосп» (Поляницьке л-во, кв. 8, вид. 8).